# Erzsébetváros (Kecskemét)
Erzsébetváros Kecskemét egyik városrésze.

## Fekvése
A város délkeleti felén a Belváros mellett terül el, gyakorlatilag sík területen, jelentősebb természetes vízfelület nélkül. Nyugatról a Mezei utca, Bajcsy-Zsilinszky Endre körút, Csányi János körút, északkeletről a Beniczky Ferenc utca, Csongrádi út, Kuruc tér, Műkerti sétány, délről pedig a Kecskemét- Lajosmizse vasút határolja a városrészt.

## Egészségügy

### Gyógyszertár[1]
- Medicina Gyógyszertár (Csongrádi u. 1.)
- Műemlék Patika (Czollner tér 5.)

### Orvosi rendelő[2]
- Czollner tér 7. (Dr. Hegedűs Franciska, Dr. Surányi Ottó, Dr. Palotai Ferenc, Dr. Tóth Zoltán)

## Kultúra, vallás

### Múzeumok
- Katona József Emlékház ( Katona József u. 5)[3]
- Magyar Fotográfiai Múzeum (Katona József tér 12)[4]

### Hitélet
- Árpádházi Szent Erzsébet templom (Czollner tér 5)[5]

## Oktatás

### Óvoda
- Angyalkert Magánóvoda (Bánk bán utca 5)[6]
- Ferenczy Ida Óvoda Csongrádi Utcai Óvodája (Csongrádi u. 39)[7]
- Kecskeméti Református Pálmácska Óvoda (Erkel u. 17)[8]
- Piarista Gimnázium, Kollégium, Általános Iskola és Óvoda (Czollner tér 3-5.)[9]

### Általános iskola
- Belvárosi Zrínyi Ilona Általános Iskola Tóth László Általános Iskolája (Czollner tér 1)[10]
- Piarista Gimnázium, Kollégium, Általános Iskola és Óvoda (általános iskola felső tagozat) (Czollner tér 3-5.)[11]

### Középiskola
- Kecskeméti Szakképzési Centrum Fazekas István Szakiskolája (Erzsébet körút 73.)

### Kollégium
- Piarista Gimnázium, Kollégium, Általános Iskola és Óvoda (leánykollégium) (Czollner tér 3-5.)[12]

## Szolgáltatások

### Áruház
- Praktiker Áruház (Kurucz tér 7)[13]